# Ассамблея народов России

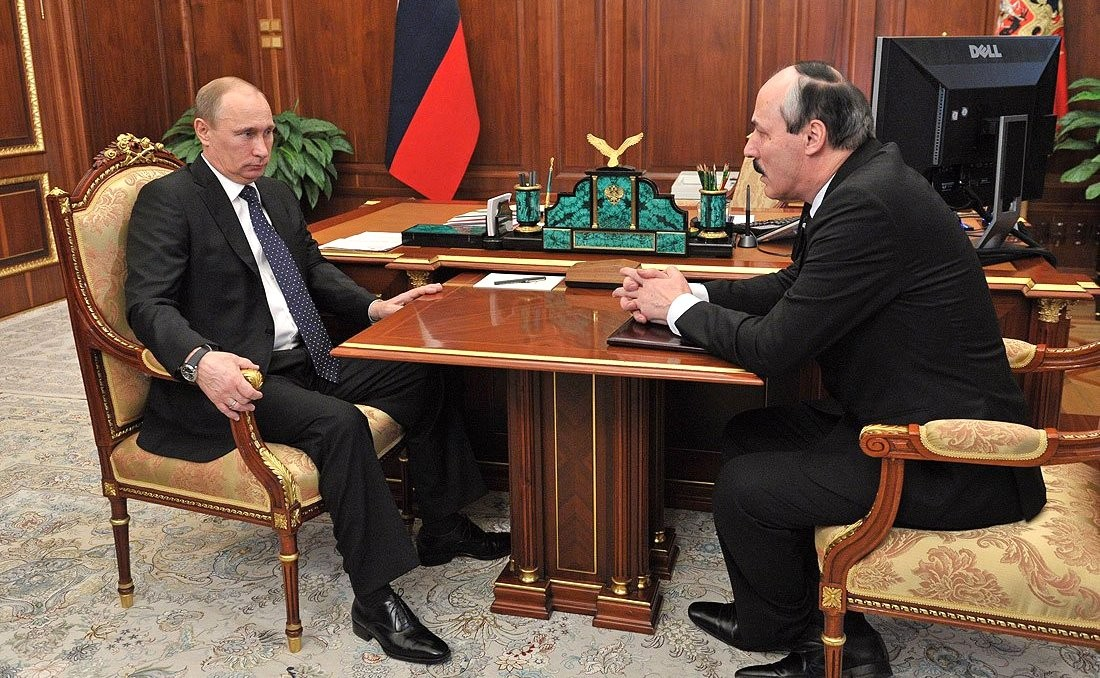
В. В. Путин и Р. Г. Абдулатипов, Москва 01.02.2013 г.

Ассамблея народов Российской Федерации (АНР) — общественно-государственная организация, учрежденная с целью защиты этнических прав человека и национальностей.
Девизом Ассамблеи является «Дружба народов — единство России».

## История
Указом Президента РФ Бориса Ельцина от 5 июня 1996 года была утверждена концепция государственной национальной политики России. 8 июля 1998 года была проведена учредительная конференция по созданию Ассамблеи народов России.
В ходе второго съезда ассамблеи, проходившего 8 июня 2000 года, была утверждена Хартия Ассамблеи народов России «О гражданских правах народов Российской Федерации».
Здание Ассамблеи было построено в Москве согласно распоряжению правительства Москвы от 12 июля 2004 года N 1394-РП «О строительстве здания для Ассамблеи народов России».
Председателем Ассамблеи является Рамазан Гаджимурадович Абдулатипов.
18—20 июля 2018 года в Москве было отмечено двадцатилетие Ассамблеи народов России.
31 января 2019 года состоялось совместное заседание Ассамблеи народов России с молодежной ассамблеей народов России «Мы — россияне» в Общественной палате РФ.
На заседании Совета при Президенте Российской Федерации по межнациональным отношениям 29 ноября 2019 года в г. Нальчике (Республика Кабардино-Балкария) член Совета, Председатель Федеральной национально-культурной автономии белорусов России С. Л. Кандыбович выступил с инициативой о создании в Российской Федерации объединённой общественно-государственной организации в сфере межнациональных отношений, что позволит выстроить централизованную систему межнациональных и этнических общественных объединений, в том числе станет подспорьем Федеральному агентству по делам национальностей. Президент Российской Федерации Владимир Путин поддержал данное предложение и дал поручение представить проект указа Президента Российской Федерации о создании общероссийской общественно-государственной организации, осуществляющей деятельность по реализации государственной национальной политики Российской Федерации.
13 ноября 2020 года Президент России Владимир Путин подписал указ «О создании Общероссийской общественно-государственной организации «Ассамблея народов России»:
В целях совершенствования государственной национальной политики, содействия укреплению общероссийской гражданской идентичности и межнационального согласия постановляю считать целесообразным создание с участием общественных объединений общероссийской общественно-государственной организации "Ассамблея народов России"
Учредителем Ассамблеи народов России от имени РФ является Федеральное агентство по делам национальностей (руководитель И. В. Баринов).
2 ноября 2023 года в Москве в Президент-отеле состоялся 9-й Внеочередной съезд общероссийской общественной организации «Ассамблея народов России». Единогласным решением делегатов съезда общероссийскую общественно-государственную организацию «Ассамблея народов России» реорганизовали путем присоединения к ней общественной организации «Ассамблея народов России», которая существует с 1998 года.

## Проекты
Одним из основных проектов, осуществленных Ассамблеей народов РФ, является фестиваль «Дружба народов – единство России». В рамках проекта в Южном, Центральном, Северо-Западном, Приволжском, Сибирском и Дальневосточном федеральных округах были проведены молодежные форумы «Мы – россияне», а также фестивали-конкурсы «Мелодии единства».
В 2001 году Рамазаном Гаджимурадовичем был представлен доклад Президенту РФ — Владимиру Путину «О национальном самочувствии народов России. О состоянии и перспективах государственной национальной политики».

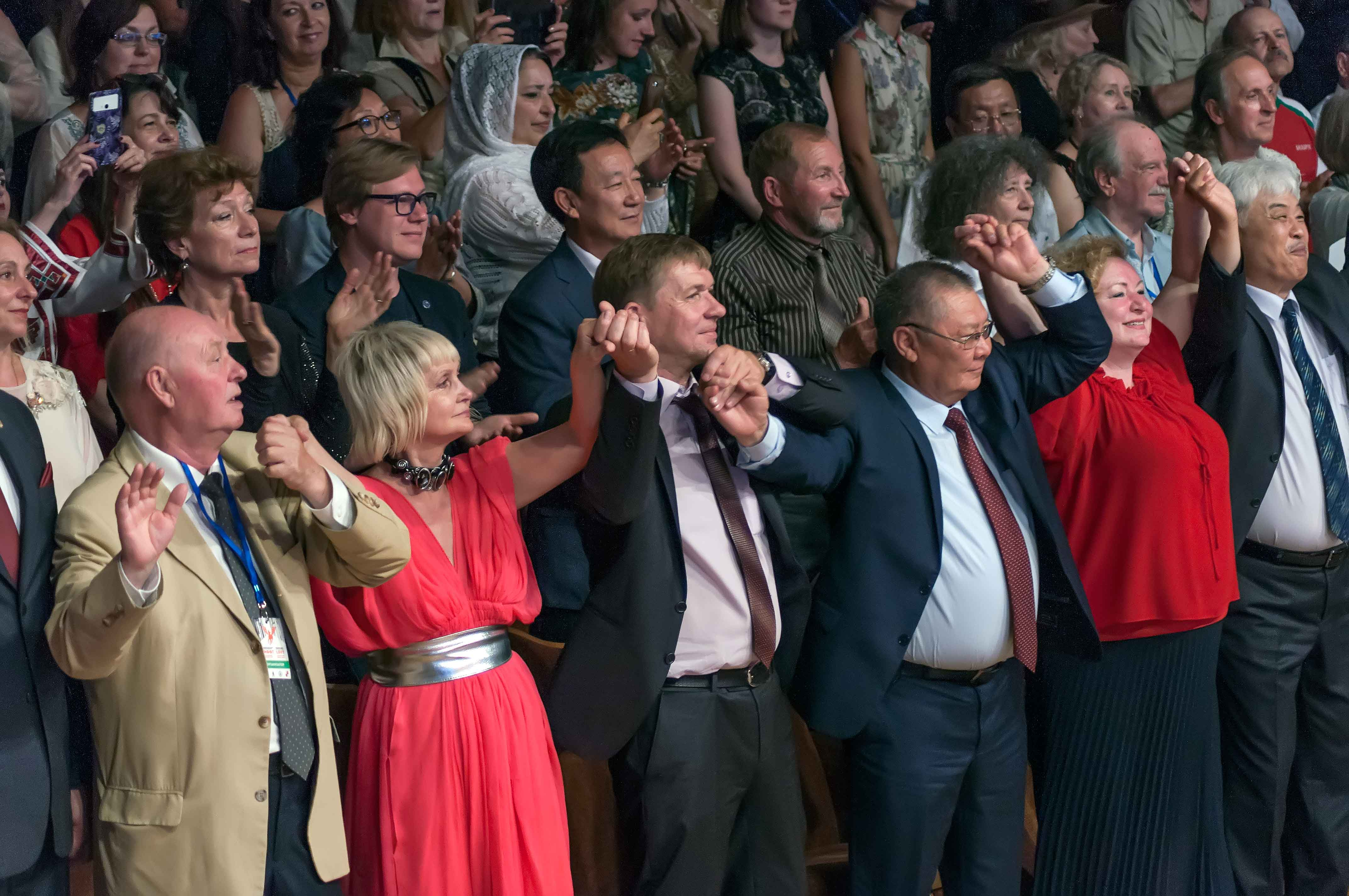
На торжественном вечере всероссийского и евразийского литературного фестиваля «ЛиФФт-2018» в Сочи.

В мае 2017 года по инициативе председателя Совета Ассамблеи Светланы Смирновой была создана новая межэтническая организация — Ассамблея народов Евразии.
По инициативе Ассамблеи в России появилась первая общероссийская премия«Гордость нации» за вклад в развитие этнокультурной сферы.
В мае 2018 года Ассамблея народов Евразии и России совместно с фондом содействия развитию культурных проектов народов Евразии «ЛИФФТ» выступила организатором фестиваля «ЛиФФт-2018» в Сочи.